# Charles Palissot de Montenoy

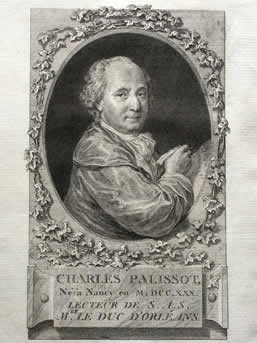
Charles Palissot, Né à Nancy en M.DCC.XXX, Lecteur de S. A. S. Mgr le duc d'Orléans

Charles Palissot de Montenoy (* 3. Januar 1730 in Nancy; † 15. Juni 1814 in Paris) war ein französischer Dramatiker. Er ist bekannt als Gegenspieler der Enzyklopädisten, insbesondere Diderots.

## Leben
Der frühreife Sohn eines Anwalts besuchte nach dem Jesuitenkolleg in Nancy, Collège des Jésuites de Nancy Theologievorlesungen, bevor er in Paris Recht studierte. Sein Stück Les Tuteurs wurde  1754 mit Erfolg an der Comédie-Française aufgeführt. Er lobt Montesquieu und Voltaire. Seine Gedichte schmeichelten einflussreichen Höflingen, die ihm dafür ein einträgliches Amt verschafften.
In seiner Komödie Le Cercle (der Kreis, 1755) ließ Palissot einen Philosophen auftreten, der unschwer als Rousseau zu erkennen war. Zwar verteidigte Rousseau Palissot im entstehenden Skandal, doch Palissot sah sich von den Enzyklopädisten distanziert und verschärfte seine Angriffe.
Höhepunkt der Polemik war die Komödie Les Philosophes, die am 2. Mai 1760 an der Comédie-Française uraufgeführt wurde. Trotz schlechter Kritiken (selbst von Journalisten, die nicht mit der Enzyklopädie sympathisierten) wurde das Skandalstück ein großer Erfolg. Die Handlung ist Molières Die gelehrten Frauen entlehnt. Doch hauptsächlich behandelt Palissot die Ideen und das Verhalten der Aufklärer. Voltaire, obwohl selbst nicht angegriffen, antwortete mit der Komödie Le Caffé ou l‘écossaise. Palissot entgegnete wir dem offenen gedruckten Brief Les Avis.
Palissot verschärfte den Ton weiter, doch mit schwindendem Erfolg. Das Stück Le Satirique wurde schließlich verboten. Die Gründe dafür sind unklar. Palissot selber hatte verbreitet, das Stück stamme nicht von ihm, sondern sei gegen ihn gerichtet. Les Philosophes wurde 1782 nochmals an der Comédie-Française aufgeführt, allerdings in einer entschärften Version.
Ab 1789 wurde Palissot zum begeisterten Revolutionär, Anhänger der Theophilanthropie, Bibliothekar, und Herausgeber der Werke Voltaires, Nicolas Boileaus und Pierre Corneilles.

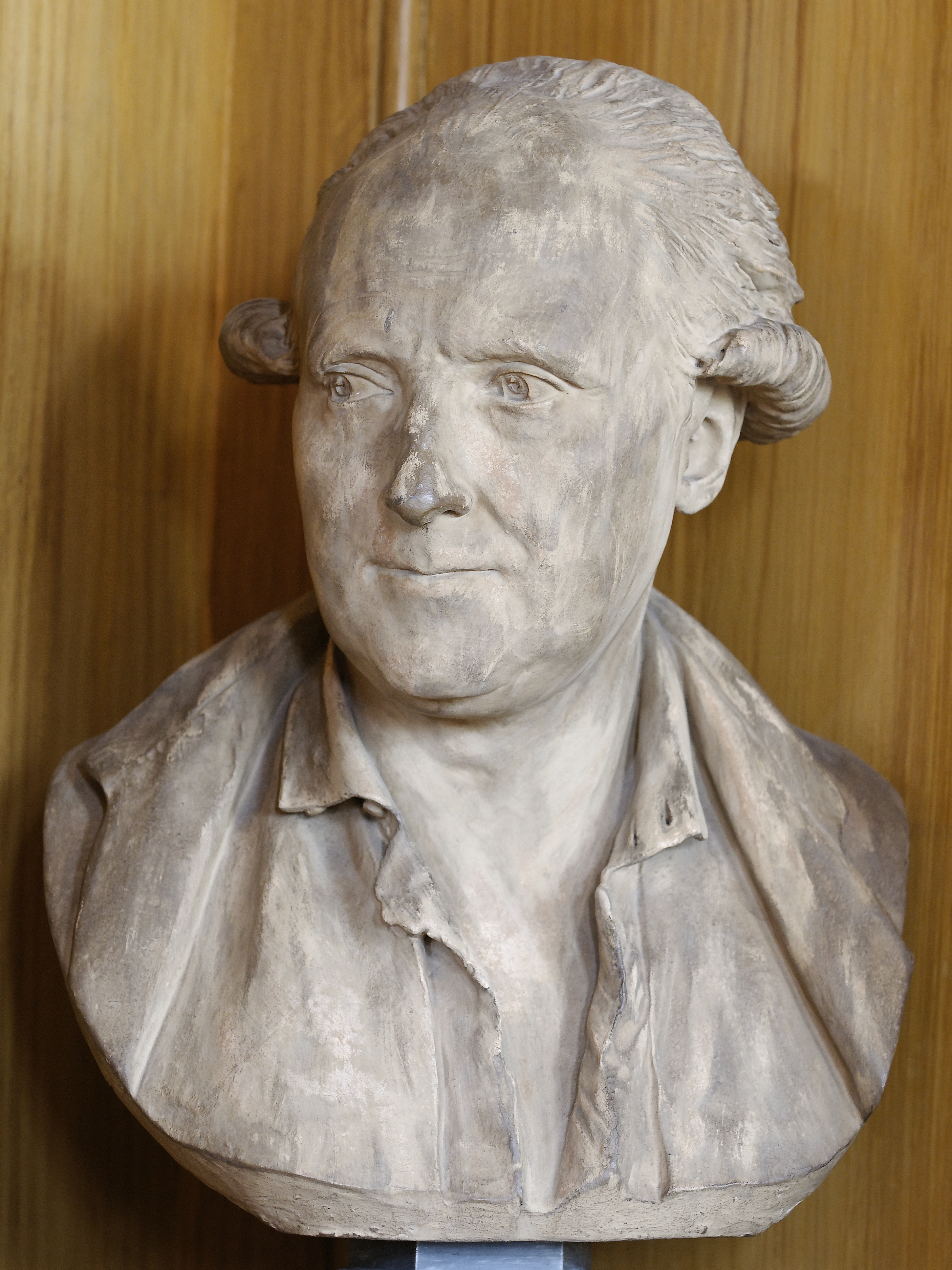
Büste des Ch. Palissot de Montenoy von Jean-Antoine Houdon (1779), ausgestellt in der Bibliothèque Mazarine, in Paris.

## Gesamtausgabe
Die Ausgabe Oeuvres complettes de M. Palissot, nouvelle édition revue, corrigée et considérablement augmentée (Londres, Paris, Jean-François Bastien 1779 – nach der Ausgabe Liège chez Plomteux en 1777) von Charles Palissot de Montenoy umfasst die 7 Bände:
- I. Théâtre: Ninus second, les Tuteurs, le Barbier de Bagdad, les Méprises ou le Rival par ressemblance;
- II. Théâtre: Le Cercle ou les Originaux, les Philosophes, l'Homme dangereux. Mémoires pour servir à une époque de notre histoire littéraire. Petites lettres sur de grands philosophes;
- III. Les Courtisanes. La Dunciade et pièces relatives à ce poëme;
- IV. Mémoires pour servir à l'histoire de notre littérature depuis François Ier jusqu'à nos jours;
- V. Histoire des premiers siècles de Rome. Mémoires historiques, littéraires et critiques sur quelques écrivains de nos jours;
- VI. Mélanges. Anecdotes relatives aux pièces de théâtre. Lettre sur l'âme, Dissertation sur les progrès des connaissances humaines. Dialogues historiques et critiques. Lettres de Voltaire à l'auteur avec réponse de ce dernier. Pièces fugitives en vers. Lettres de l'auteur sur différents sujets de littérature;

VII. Le Triomphe de Sophocle, et divers mélanges. Éloge de Voltaire avec pièces justificatives. Suite des Mémoires historiques, littéraires et critiques sur quelques hommes célèbres de nos jours. Lettres de l'auteur. Observations critiques, ou Choix de différents articles.

## Werke (Auswahl)
- Zarès, Tragödie, 1751
- Histoire des rois de Rome, 1753–1756
- Les Tuteurs, Komödie, 1754
- Le Cercle ou Les Originaux, Komödie, 1755
- Le Barbier de Bagdad, Komédie, 1758
- Les Philosophes, 1760
- Les Avis, 1760
- Tom Jones, 1764[2]
- Éloge de Voltaire, 1778